# 特捜班ビクトール
特捜班ビクトール（とくそうはんビクトール、フランス語: Victor, de la brigade mondaine）は、モーリス・ルブランのアルセーヌ・ルパンシリーズの一篇。1933年6月から7月にかけてパリの新聞パリ・ソワールに連載された。同年9月には単行本として販売されている。英語版のタイトルは『The Return of Arsène Lupin』
数年間なりを潜めていたアルセーヌ･ルパンが活動を再開した。特捜班の老刑事ビクトールは、復活したこの世紀の大怪盗に敢然と戦いを挑む。

## ルパンシリーズにおける意義
ルブランの執筆時期としても、作中時間としても後期の作品で、この作品内でルパンは50歳直前と推定される。また、本作品内では深く言及していないもののシリーズ内の時系列としては『虎の牙』ラストの大団円以降を描いた初めての作品であり、そこを意識して読むと、「ルパンの数年間の沈黙」「ビクトールの憤り」「活動再開」の経緯がまた趣深く味わえる。

## 日本語翻訳書籍
- アルセーヌ・ルパン全集17『ルパン再現』保篠竜緒訳、日本出版協同、1953年、全国書誌番号:56006490
- 『ルパンの大冒険』南洋一郎訳、ポプラ社、1971年、ISBN 978-4-591-06415-3 （ISBNは2000年再版時のもの）
- 『特捜班ヴィクトール』井上勇訳、東京創元社、1973年、ISBN 978-4-488-10713-0